# SP-79

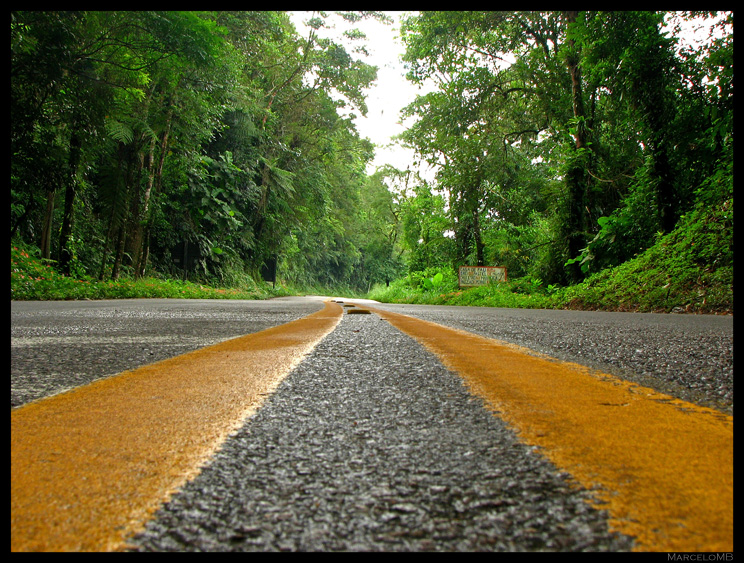

SP-79 é uma rodovia do estado de São Paulo, que liga a cidades de  Salto e Juquiá.

## Denominações
Recebe as seguintes denominações em seu trajeto:
- Nome: Convenção Republicana, Rodovia De - até: Salto - Itu [pista duplicada]
- Nome: Waldomiro Correa de Camargo, Rodovia De - até: Itu - Sorocaba  [pista duplicada]
- Nome: Paraná, Avenida De - até: Sorocaba - Sorocaba  [pista duplicada]
- Nome: Independência, Avenida De - até: Sorocaba - Sorocaba  [pista duplicada]
- Nome: Raimundo Antunes Soares, Rodovia De - até: Votorantim - Piedade
- Nome: Guilherme Hovel-Svd, Padre, Rodovia De - até: Piedade - Tapiraí
- Nome: Natan Chaves, Professor, Avenida De - até: Tapiraí - Tapiraí
- Nome: Celestino Américo, Tenente, Rodovia De - até: Tapiraí - Juquiá.[1]

Em fevereiro de 2019, foi identificado que o atraso de obras no trecho em Itu causava diversos transtornos a motoristas. Em novembro desse ano, foram liberados recursos na ordem de 195 milhões de reais para a revitalização desta e outras rodovias próximas.

## Trajeto
A rodovia começa no entroncamento com a SP-75, no município de Salto, entra no perímetro urbano da mesma e segue em direção a Itu e Sorocaba em trecho duplicado entre Salto e Sorocaba. Após Sorocaba, a SP-79 coincide com a SP-264 até Votorantim.
A partir de Votorantim, a rodovia tem pista simples, atravessando os perímetros urbanos de Piedade e Tapiraí, até chegar ao município de Juquiá. O trecho em serra da SP-79, entre Tapiraí e Juquiá, recebe os apelidos de "Serra de Juquiá" ou "Serra da Cabeça da Anta", esse último por conta de um restaurante com esse mesmo nome no meio da serra, às margens da rodovia. Neste trecho de 40 km, não há acostamento e nem sinal de telefonia, com trechos de muitas curvas em direção ao litoral sul de São Paulo.
A rodovia termina no perímetro urbano de Juquiá, a alguns quilômetros da Rodovia Régis Bittencourt.